# 31969 Yihuachen
31969 Yihuachen è un asteroide della fascia principale. Scoperto nel 2000, presenta un'orbita caratterizzata da un semiasse maggiore pari a 2,5537908 UA e da un'eccentricità di 0,0990954, inclinata di 2,41284° rispetto all'eclittica.